# ZWP Zahnarzt Wirtschaft Praxis
ZWP Zahnarzt Wirtschaft Praxis ist ein Wirtschaftsmagazin für Zahnärzte. Herausgeber ist die Oemus Media AG (Eigenschreibweise OEMUS MEDIA AG). Den inhaltlichen Schwerpunkt bildet die Wirtschaftlichkeit der Zahnarztpraxis. Die Rubriken Politik, Wirtschaft, Recht und Abrechnung sind von ökonomischen Aspekten geprägt. Dem jeweiligen Heftschwerpunkt aus der Zahnheilkunde liegt eine Mischung aus Fachbeiträgen, Interviews, Produktneuheiten und Anwenderberichten zugrunde.
Das Heft erscheint mit 12 Ausgaben pro Jahr. Jede Ausgabe enthält ein Supplement ZWP spezial mit Anwenderberichten und Fachartikeln zu einem Schwerpunktthema. Seit Anfang 2016 erscheinen die ZWP Zahnarzt Wirtschaft Praxis und das Supplement ZWP spezial im Zuge des Relaunches in einem neuen Layout.

## Redaktionsthemen und Rubriken
Wirtschaft & Recht: Praxismanagement, Rechtsfragen sowie Finanz- und Steuertipps
- Zahnmedizin & Praxis: Informationen aus Wissenschaft und Praxis zum Schwerpunktthema
- Produkte Vorstellung von Dentalprodukten
- Dentalwelt Nachrichten aus dem Dentalmarkt

## ZWP Designpreis
Seit 2002 lobt die ZWP jährlich den Designpreis für den Titel „Deutschlands schönste Zahnarztpraxis“ aus. Die Kriterien umfassen neben dem Konzept und der Praxisphilosophie auch Formen, Farben, Materialien und Licht, die die Räumlichkeiten unverwechselbar machen. Angesprochen werden Praxisinhaber, Architekten, Designer, Möbelhersteller und Dentaldepots aus Europa. Die Gewinner werden in der Septemberausgabe des jeweiligen Jahres im Supplement ZWP spezial veröffentlicht.